# Styl (časopis)
Časopis Styl : měsíčník pro architekturu, umělecké řemeslo a úpravu měst, byl měsíčník, vydávaný v letech 1909-1913 a 1920-1938 Spolkem výtvarných umělců Mánes. V pozdějších letech byl podtitul časopisu: časopis pro architekturu, stavbu měst a umělecký průmysl.
Redaktory časopisu byli například:
- Vilém Dvořák
- Otakar Novotný (1911-1913)
- Zdeněk Wirth